# Paenitemini
Die apostolische Konstitution Paenitemini vom 17. Februar 1966 ist ein Schriftstück Pauls VI., mit dem die Zeiten und das Ausmaß des Fastens und der Abstinenz von Fleischspeisen im Kirchenjahr der römisch-katholischen Kirche neu festgelegt werden. Diese Neuregelungen wurden infolge der Beratungen und Beschlüsse des Zweiten Vatikanischen Konzils getroffen.

## Inhalt und Zielsetzung
Ausgehend vom Thema der Buße im Alten und Neuen Testament erläutert Paul VI. in den folgenden Kapiteln kurz Sinn und Zweck der  Buße und der Askese für den einzelnen und die ganze Kirche. Er hebt die Wichtigkeit hervor, die „durch lange Jahrhunderte im Rahmen der Kirchenordnung beobachtete äußere Übung der Buße, auch in bezug auf das Fasten und den Verzicht auf Fleischgenuss, dort, wo es möglich und angebracht ist“, beibehalten werden solle. Wo es hingegen die örtlichen Bischofskonferenzen für nötig hielten, sollten anstelle der Abstinenz und des Fastens „Übungen des Gebetes und Werke der Liebe“ treten. Um ein Mindestmaß an gemeinsamer Buße beizubehalten, legt die Konstitution im Folgenden verpflichtende Regelungen in Bezug auf das verpflichtende Fasten und die Abstinenz in der ganzen römisch-katholischen Kirche dar.
Auf die Erfüllung privater oder öffentlich abgelegter Gelübde einzelner oder auf die Konstitutionen von Ordensgemeinschaften hat Paenitemini keine Auswirkungen. In den orientalischen Kirchen habe der Patriarch mit seiner Synode oder die höchste Obrigkeit einer Kirche gemeinsam mit den Bischöfen das Recht, die Fast- und Abstinenztage festzulegen.

## Regelungen
1. 

§ 1. Alle Gläubigen sind kraft göttlichen Gesetzes gehalten, Buße zu tun.

§ 2. Die Vorschriften, die kraft kirchlichen Gesetzes in dieser Materie zu beobachten sind, werden durch die folgenden Bestimmungen neu geordnet.

II. 

§ 1. Die Fastenzeit behält weiterhin ihren Bußcharakter.

§ 2. Die in der ganzen Kirche verbindlich zu beobachtenden Bußtage sind alle Freitage des ganzen Jahres und der Aschermittwoch beziehungsweise, je nach der Verschiedenheit des Ritus, der erste Tag der großen Quadragese. Ihre wesentliche Beobachtung stellt eine schwere Verpflichtung dar.

§ 3. Unbeschadet der in Nr. VI und VIII enthaltenen Vollmachten, ist an diesen Tagen die Buße grundsätzlich so zu leisten, dass an allen Freitagen, die nicht gebotene Feiertage sind, Abstinenz gehalten wird, Abstinenz und Fasten dagegen am Aschermittwoch beziehungsweise, je nach der Verschiedenheit des Ritus, am ersten Tag der großen Quadragese und am Karfreitag.

III. 

§ 1. Das Abstinenzgebot verbietet den Genuss von Fleisch, nicht aber von Eiern, Laktizinien und Speisewürzen, und zwar auch dann nicht, wenn sie aus Tierfett bereitet werden.

§ 2. Das Fastengebot schreibt vor, dass nur eine volle Mahlzeit am Tage eingenommen wird; es verbietet jedoch nicht, etwas Speise am Morgen und Abend zu nehmen, wobei allerdings bezüglich Art und Menge der Speisen die bewährten örtlichen Gewohnheiten zu beachten sind.

IV. 

Das Abstinenzgebot verpflichtet die, welche das vierzehnte Lebensjahr vollendet haben; an das Fastengebot sind alle gebunden von der Vollendung des einundzwanzigsten bis zum Beginn des sechzigsten Lebensjahres. Was aber die Jugendlichen betrifft, so muss es das angelegentliche Bestreben der Seelsorger und Eltern sein, ihnen ein echtes Verständnis der Buße zu vermitteln.